# Bruderhilfe Automobil- und Verkehrssicherheitsclub

Logo

Der Bruderhilfe e. V. Automobil- und Verkehrssicherheitsclub (BAVC) ist ein Automobilclub mit Sitz in Kassel.
Der BAVC ist aus der Pfarrer-Kraftfahrer-Vereinigung von 1926 hervorgegangen und seine ca. 36.000 Mitglieder sind überwiegend in den Bereichen Kirche, Caritas, Diakonie und Mission tätig. Er richtet sich an „Menschen unterwegs“, unabhängig vom genutzten Verkehrsmittel. Seit 2001 steht der Club auch Mitgliedern offen, die nicht aus dem kirchlichen Umfeld kommen. Nach eigenen Angaben versteht sich der Verein im Gegensatz zu anderen Automobilclubs weniger als Lobbyist der Autofahrer, sondern stellt auf Grundlage des christlichen Menschenbilds die Hilfe für Mitmenschen in den Vordergrund.
Pannenhilfeleistungen werden über ein Callcenter der Roland Assistance  vermittelt und von den „Silbernen Engeln“ der Organisation Assistance Partner erbracht.

## Kuratorium
| Vorsitzender des Kuratoriums        | Hans-Hinrich Saara |
| Stellv. Vorsitzende des Kuratoriums | Axel Goos          |
| Stellv. Vorsitzende des Kuratoriums | Jürgen Mehrmann    |
| Mitglied des Kuratoriums            | Rainer Gritzka     |
| Mitglied des Kuratoriums            | Erhard Grönitz     |
| Geschäftsführender Vorstand         | Katrin Sießl       |